# John Pule
John Puhiatau Pule (Liku, 18 d'abril de 1962) és un artista, novel·lista i poeta de Niue. La Galeria d'Art de Queensland l'ha descrit com "un dels artistes més significatius del Pacífic".
Pule escriu poesia i novel·les, i el seu art inclou des de dibuixos a pel·lícules i actuacions. La seva obra versa sobre la cosmologia niuana, la cristiandat, les migracions humanes o el colonialisme.

## Biografia
Pule va néixer el 13 d'abril de 1962 a Liku, Niue, i va arribar a Nova Zelanda el 1964. Va ser educat a la Mount Albert Grammar School d'Auckland.
Pule viu i treballa a Auckland, Nova Zelanda.

## Literatura
La primera novel·la de Pule, The Shark that Ate the Sun (Ko E Mago Ne Kai E La), es va publicar el 1992. Burn My Head in Heaven (Tugi e ulu haaku he langi) la va seguir el 2000, i Restless peopple (Tagata kapakiloi) va sortir publicada el 2004.
La seva poesia publicada inclou Sonets to Van Gogh and Providence (1982), Flowers after the Sun (1984) i The Bond of Time: An Epic Love Poem (1985, 2a ed. 1998, 3a ed. 2014).
L'any 2000 Pule va ser becari literari de la Universitat d'Auckland i el 2002 va fer una residència d'escriptors visitants distingida al departament d'anglès de la Universitat d'Hawai. El 2005 se li va concedir una residència d'art a Roemerapotheke, Basilea, Suïssa i el 2004 va rebre el prestigiós Premi Laureat de la Fundació de les Arts de Nova Zelanda. En els honors de l'aniversari de la reina i el jubileu de diamants de 2012, Pule va ser nomenat Oficial de l'Ordre del Mèrit de Nova Zelanda pels serveis com a escriptor, poeta i pintor. Va rebre la residència Ursula Bethell en escriptura creativa a la Universitat de Canterbury el 2013.
Pule va ser professor convidat d'escriptura creativa a la Universitat d'Hawai a la primavera de 2002. El 2005, va coescriure Hiapo: Past and present in Niuean barkcloth, un estudi sobre la forma d'art tradicional de Niue, amb l'escriptor i antropòleg australià Nicholas Thomas
La poesia de Pule es va incloure a la UPU, un comissariat d'obresw d'escriptors de les illes del Pacífic que es va presentar per primera vegada al Silo Theatre com a part del Festival d'Arts d'Auckland el març de 2020. La UPU es va tornar a muntar com a part del Festival Kia Mau a Wellington el juny de 2021.

## Obres d'art
L'obra d'art de Pule inclou pintura, dibuix, gravat, realització de pel·lícules i performance. Els temes del seu treball inclouen la cosmologia niuiana i el cristianisme, així com les perspectives sobre la migració i el colonialisme. La seva obra comprèn tant la pintura sobre tela com la pintura sobre tela d'escorça, una forma d'art polinèsia tradicional.
Des de 1991, Pule ha exposat molt a Nova Zelanda, Austràlia, Europa, els EUA, el Pacífic i l'Àsia. Des de 1996 fins a l'actualitat ha realitzat exposicions individuals a Nova Zelanda i a Melbourne, Austràlia, a la Galeria Karen Woodbury. El 2005 va exposar a la Galerie Romerapotheke de Zuric.
L'obra de Pule ha estat representada en tres triennals d'Àsia-Pacífic a la Queensland Art Gallery de Brisbane (2006, 2002, 1996), i la seva pintura Tukulagi tukumuitea (Per sempre i per a sempre) (2005) va ser la il·lustració de la portada del catàleg de l'exposició de 2006.
Hauaga (Arribades) va ser una mostra d'art de Pule organitzada per la City Gallery Wellington el 2010, que va recórrer altres galeries de Nova Zelanda, inclosa la Gow Langsford Gallery d'Auckland.
L'obra de Pule es conserva en nombroses col·leccions públiques i privades, com ara la Queensland Art Gallery de Brisbane, la National Gallery of Australia de Canberra, la Galeria Nacional de Victòria de Melbourne; Auckland Art Gallery Toi o Tamaki d'Auckland, al Museu de Nova Zelanda Te Papa Tongarewa de Wellington, a la Col·lecció Chartwell Trust d'Auckland, al Tribunal Superior de Wellington i el Museu Nacional d'Escòcia d'Edimburg.

## Obra
- Sonnets to Van Gogh and Providence, 1982.
- Flowers after the Sun, 1984.
- Bond of Time , 1985.[18]
- The Shark that Ate the Sun (Ko E Mago Ne Kai E La), 1992.
- Burn My Head in Heaven (Tugi e ulu haaku he langi), 2000.
- Restless people (Tagata kapakiloi), 2004.